# Damjan Gruew

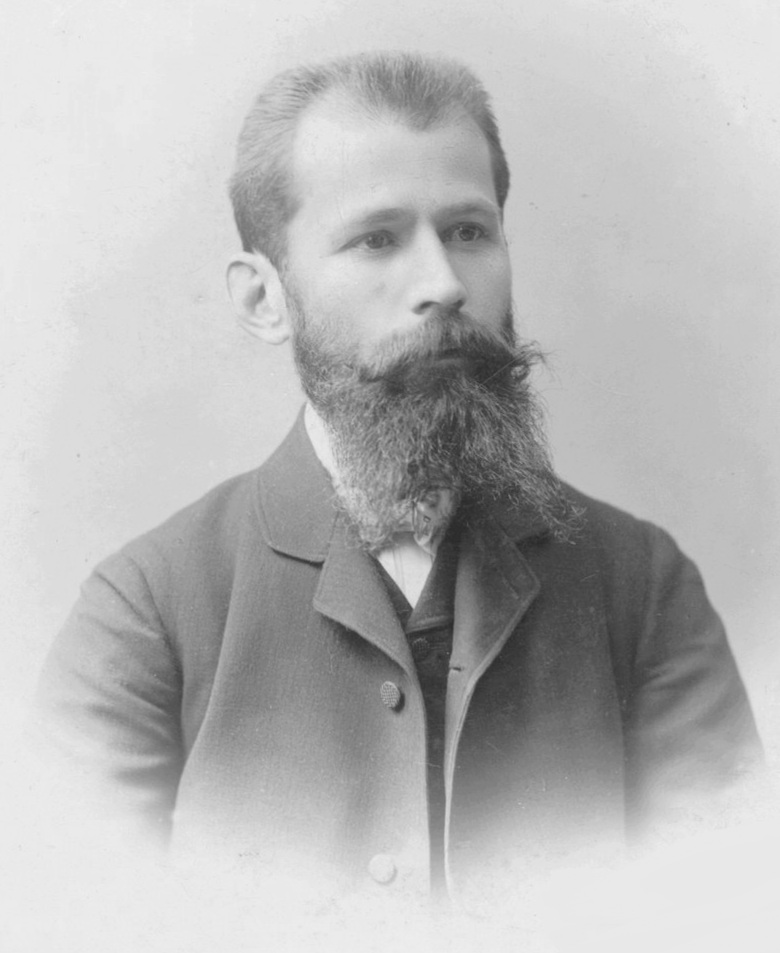
Damjan Gruew (1905)

Damjan Jowanow Gruew, genannt Dame Gruew (auch Damjan Gruev bzw. Grueff geschrieben, bulgarisch Дамян Йованов Груев bzw. Даме Груев; * 19. Januar 1871 in Smilevo, Osmanisches Reich, heute Nordmazedonien; † 23. Dezember 1906 in Rusinovo, Osmanisches Reich, heute Nordmazedonien) war ein bulgarisch-makedonischer Lehrer, Revolutionär, Gründer und Mitglied der Inneren Makedonisch-Adrianopeler Revolutionären Organisation (IMARO).

## Leben

### Frühe Jahre

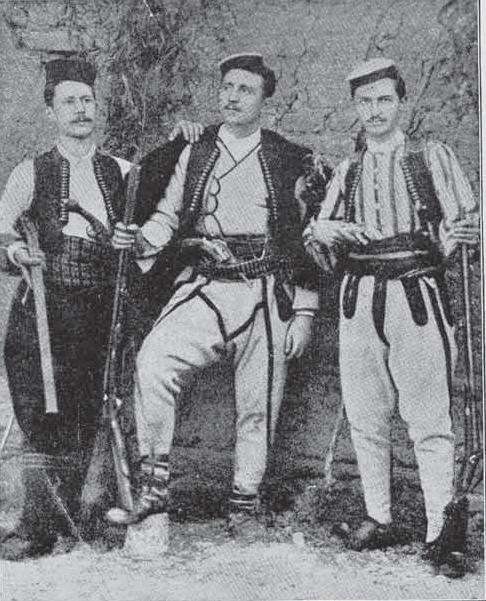
Dame Gruew als Komitadschi, erster von links

Dame Gruew wurde 1871 im makedonischen Dorf Smilevo, im Vilâyet Manastır, Osmanisches Reich (heute Nordmazedonien) geboren. Er erhielt seine Grundschulausbildung in Smilevo und setzte seine Ausbildung im Bulgarischen Männergymnasium von Thessaloniki fort. Er gehörte zu einer Gruppe, die nach einer Studentenrevolte von der Schule ausgeschlossen wurde. Anfang 1888 wurde die 19-köpfige Gruppe, darunter weitere zukünftige IMRO-Revolutionäre, von der serbischen Propaganda angezogen. Infolgedessen gingen sie auf Kosten der Gesellschaft des Heiligen Sava (serbisch: Društvo Sveti Sava) in ein serbisches Gymnasium in Belgrad. Gruev setzte seine Ausbildung später an der Grande école in Belgrad fort. Nach einem weiteren Aufstand wurden Gruew und seine Mitstreiter aus der Grande école ausgeschlossen und wanderten nach Bulgarien aus. Gruew schrieb sich an der Universität Sofia und wurde Mitglied der Jungen Makedonischen Literaturgesellschaft. Er gründete in der bulgarischen Hauptstadt den Kreis Druschba bzw. Družba, dessen Ziel es war, »Artikel 23« des Berliner Vertrag (1878) in Bezug auf eine Autonomie Makedoniens am Beispiel Kretas und Ostrumeliens innerhalb des Osmanischen Reiches umzusetzen. Im Jahr 1891 wurde Gruew von der Universität verwiesen, da er der Ermordung des bulgarischen Ministers Christo Beltschew verdächtigt wurde. Später stellte sich diese Anschuldigung als unbegründet heraus.
Als Nächstes verließ Gruew die Universität und kehrte in die osmanische Region Makedonien zurück, um sich einer neuen revolutionären Organisation zu widmen. Um seine Pläne erfolgreicher zu verwirklichen und möglicherweise den Verdacht der türkischen Behörden abzuwenden, entschloss er sich, bulgarischer Exarchatslehrer zu werden. Die ersten zwei Jahre nach seiner Rückkehr in die Region Mazedonien unterrichtete er zunächst in seinem Heimatdorf Smilevo und später an der bulgarischen Schule in der Stadt Prilep. Später ließ sich Gruev in Thessaloniki nieder und legte hier den Grundstein für die Innere Makedonisch-Adrianopeler Revolutionäre Organisation (IMARO). In seinen Memoiren behauptete Dame Gruew, dass einer der Gründe für seine Versuche, eine revolutionäre Organisation zu gründen, eine Antwort auf die zunehmend verstärkte serbische Propaganda in Makedonien war.
Unter anderem in Zusammenarbeit mit Christo Tatartschew und Petar Poparsow erarbeitete er die Satzung und die Zusatzbestimmungen der IMARO nach dem Vorbild der Inneren Revolutionären Organisation (IRO). Es sollte eine geheime Organisation unter der Leitung eines Zentralkomitees sein, mit lokalen revolutionären Komitees in ganz Makedonien und der Region Adrianopel (Edirne). Diese Gebiete sollten wie beim Aprilaufstand, der von der IRO organisiert war, in revolutionäre Bezirke oder Rajons aufgeteilt werden. Gemäß der Verfassung wurde im Sommer 1894 das erste Zentrale Revolutionskomitee unter dem Vorsitz von Christo Tatartschew gebildet.

### 1894 bis 1900

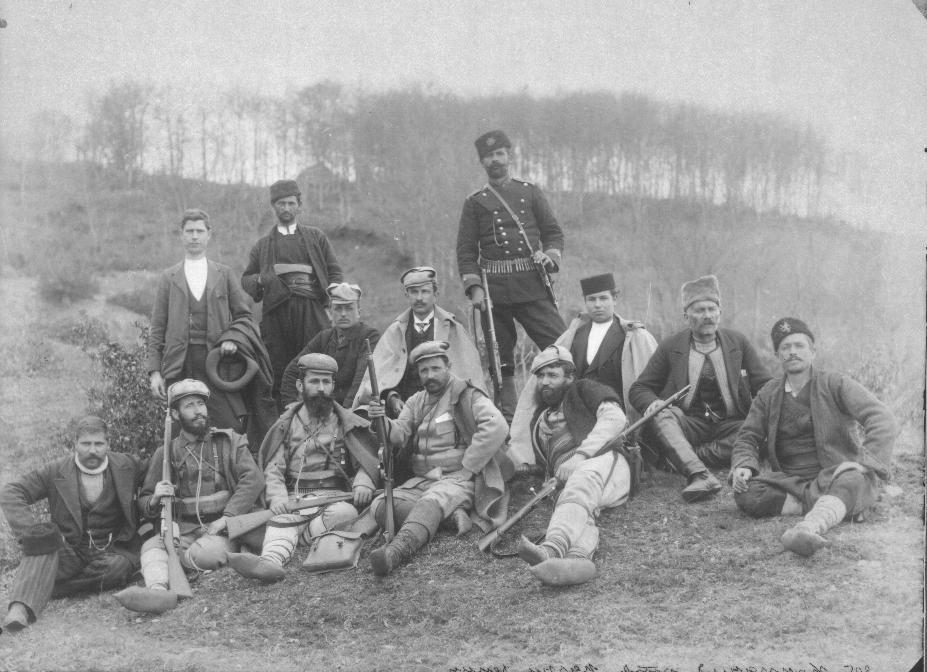
Dame Gruew mit seiner Tscheta

Im Sommer 1894 organisierte er in Negotino das erste revolutionäre Bezirkskomitee und bald darauf unter Mitwirkung von Pere Toschew das erste Bezirkskomitee der Stadt Štip. Gruew besuchte ebenso die Städte Resen, Ohrid und Struga, wo die revolutionären Ideen seiner Organisation in der Bevölkerung mit Euphorie und Enthusiasmus aufgenommen wurden. Während des akademischen Jahres 1894–1895 blieb er Exarchatslehrer an der bulgarischen Schule in Štip. Im Herbst 1895 kam Goze Deltschew nach Štip mit der Idee, den Grundstein für eine revolutionäre Bewegung zu legen, die die Autonomie für Makedonien und Adrianopel bzw. Thrakien anstrebte. Gruew und Deltschew trafen sich zum ersten Mal und teilten dort ihre Ideen. Gruew führte Deltschew in den bereits vom Zentralkomitee von Thessaloniki skizzierten Plan ein. Danach arbeiteten beide in Štip und Umgebung zusammen um das revolutionäre Netzwerk zu festigen.

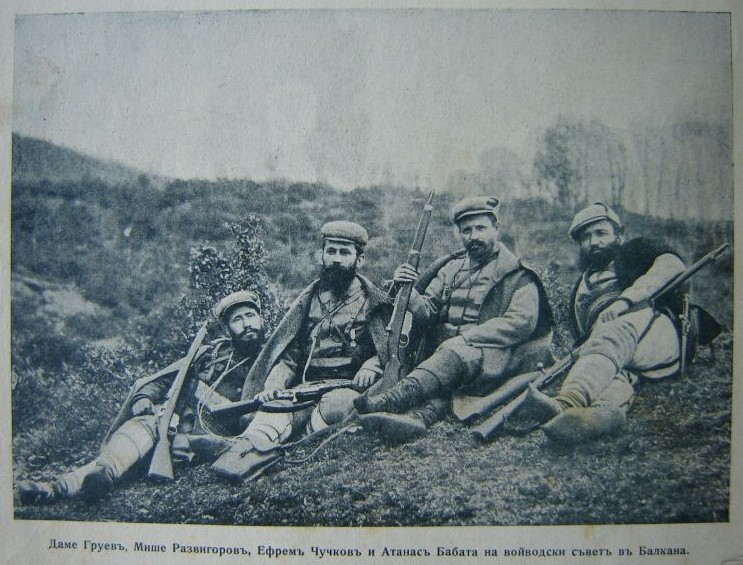
Dame Gruew zusammen mit anderen IMARO-Komitadschi

Die damalige Expansion der im Untergrund operierende Organisation IMARO war ein voller Erfolg, insbesondere nachdem sich Gruew in den Jahren 1895–1897 in Thessaloniki als bulgarischer Schulinspektor niedergelassen hatte. Gruew wurde inzwischen Leib und Seele des revolutionären Zentralkomitees. Unter seiner Leitung wurden geheime revolutionäre Papiere herausgegeben, Chiffren eingeführt, Pseudonyme oder ein Nom de Plume verwendet sowie Kanäle für die geheime Kommunikation zwischen verschiedenen anderen lokalen makedonischen Komitees unterhalten. Ein Vertreter des Zentralen Revolutionskomitees wurde nach Sofia entsandt, um den Einkauf und die Versendung der notwendigen Kriegsvorräte für die IMARO zu übernehmen. Gruew reiste unermüdlich durch Makedonien und das Vilayet von Adrianopel, um revolutionäre Komitees in Dörfern und Städten zu gründen, die das revolutionäre Netzwerk stärken sollten. 1897 war Gruew auch einer der Gründer der Gesellschaft gegen Serben.  Um keinen Verdacht einer Revolution in Makedonien zu schöpfen wurde Gruew aus taktischen Gründen im Jahr 1898 der IMARO entlassen. Kurz nach seiner Entlassung zog Gruew nach Bitola und begann dort in Zusammenarbeit mit Petar Poparsow, Wasil Paskow und anderen, eine revolutionäre Zeitung herauszugeben.
Er organisierte ein System, in dem durch eine spezielle „Revolutionssteuer“ Geld von Sonntagsschulen gesammelt und eine Menge Waffen sowie Munition gekauft wurde. Gruew wurde jetzt wieder in das Lehrpersonal der Stadt Bitola berufen und übernahm als solcher auch die Leitung der revolutionären Bewegung im Vilayet von Monastir (Bitola), während die aktiven Personen im Komitee in Thessaloniki Christo Tatartschew, Pere Toschew und Christo Matow. Gruews Aktivitäten in Bitola blieben von den osmanischen Behörden nicht unbemerkt. Zahlreiche Tschetas (Kompanien) in den umliegenden Bergen begannen, die örtlichen osmanischen Behörden zu terrorisieren. Gruew, der als einer der Hauptgründer dieser Bewegung verdächtigt wurde, wurde am 6. August 1900 festgenommen. Er wurde bis Mai 1902 im Gefängnis von Bitola festgehalten. Durch die Verwendung geheimer Schriften und Chiffren konnte er jedoch mit einem örtlichen Revolutionär in Kontakt bleiben und leitete im Gefängnis aus die Angelegenheiten des revolutionären Bezirks Bitola.

### Ilinden-Aufstand

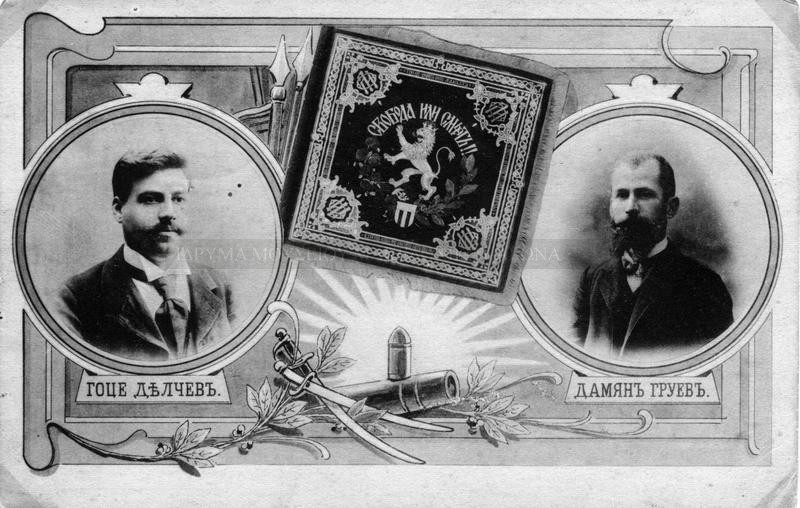
Postkarte zu Ehren Goze Deltschews und Dame Gruews

Ende Mai 1902 wurde Gruew im Gefängnis von Bodrum Kale in Anatolien zur Verbannung verurteilt. Dort fand er Christo Matow und Christo Tatartschew, beide im Januar 1901 zum Exil verurteilt. Gruew und seine Kameraden wurden zehn Monate in Podroum Kale festgehalten. Obwohl er physisch von Makedonien und Thrakien weit weg war, gelang es ihm, sich über die Entwicklung und die Angelegenheiten der IMARO auf dem Laufenden zu halten. Er unterhielt eine ständige verschlüsselte Korrespondenz mit Thessaloniki, Bitola und Sofia. An Ostern 1903 wurde er auf Veranlassung einer Generalamnestie freigelassen. Gruew eilte nach Thessaloniki und stellte dort fest, dass das Zentralkomitee, das für die IMARO zuständig war, bereits beschlossen hatte, einen allgemeinen Aufstand auszurufen, der 1903 stattfinden sollte. Obwohl Gruew mit der Entscheidung des Zentralkomitees vor allem nicht einverstanden war wegen der mangelnden Bereitschaft der IMARO gab er der Entscheidung des Zentralkomitees nach.
Er verließ Thessaloniki und ging nach Smilevo, wo der aufständische Kongress abgehalten werden sollte. Der Zweck dieses Kongresses bestand darin, das Datum für die Erklärung des allgemeinen Aufstands festzulegen und die Methoden und Taktiken seiner Verfolgung zu skizzieren. Hier traf Gruew auf Boris Sarafow, der gerade aus Bulgarien eingetroffen war. Gruew wurde zum Vorsitzenden dieses Kongresses gewählt, welcher entschied, dass der Tag der Aufstandserklärung der 2. August 1903 sein soll. Gruew, Boris Sarafow und Anastas Losantschew wurden vom Kongress als die drei Mitglieder des Generalstabs gewählt, und ermächtigt, die aufständischen Kräfte in der Region Bitola zu leiten. Gruew erlebte den Rückzug der türkischen Truppen aus seinem Heimatdorf Smilevo. Während des Aufstands war er in zahlreiche Gefechte mit der osmanischen Armee verwickelt. Mit dem Eintreffen der zahlenmäßig und materiell überlegenen osmanischen Truppen wurde der Ilinden-Aufstand innerhalb von sechs Wochen vollständig niedergeschlagen. Gruew hat es sich zur Aufgabe gemacht, verschiedene revolutionäre Bezirke zu bereisen, die Aufständischen zu entwaffnen und das Kriegsmaterial für den zukünftigen Gebrauch aufzubewahren. Gruew und seine Anhänger setzten die Organisations- und Vorbereitungsarbeit für einen weiteren anti-osmanischen Aufstand fort.

### Nach dem Ilinden-Aufstand

Graffito von Dame Gruew am Eingang einer gleichnamigen Schule in Sofia

1904 leitete Dame Gruew den Prilep-Kongress des Revolutionsbezirks Bitola innerhalb der IMARO. Im Herbst des Jahres wurde Dame vom serbischen Tschetnikführer Micko Krstić gefangen genommen, jedoch nach seinen Verhandlungen mit Pere Toschew mit Hilfe von Gligor Sokolović freigelassen. 1905 leitete Gruew den ersten Generalkongress der Organisation nach dem Ilinden-Aufstand, den sogenannten Rila-Kongress. Hier wurde Dame Gruew zum Mitglied des Zentralkomitees gewählt und wurde bis zu seinem Tode dessen Führer. Tatsächlich war Dame der einzige, der in der Lage zu sein schien, Jane Sandanskis Führungsambitionen zu meistern. Allerdings gelang es dem Rila-Kongress nicht, die politischen Differenzen in der Organisation auszuräumen. Es entstand die Notwendigkeit, im Dezember 1906 einen neuen Sonderkongress in Sofia durchzuführen, der jedoch nie stattfand. Ende 1906 zog Gruew mit seiner Tscheta vom osmanischen Makedonien nach Sofia, um am Sonderkongress teilzunehmen. Am 23. Dezember 1906 wurden Dame Gruew und seine Tscheta von den türkischen Behörden in der Nähe des Dorfes Rusinovo (Bezirk Maleševo) in Ostmakedonien entdeckt und in einem Scharmützel verstrickt, wo Gruew getötet wurde.

## Ehrungen
Die Gruev Cove, eine Bucht von Greenwich Island in der Antarktis, ist seit 2006 nach ihm benannt.